# Reforma monetarna w Niemczech w 1871 roku

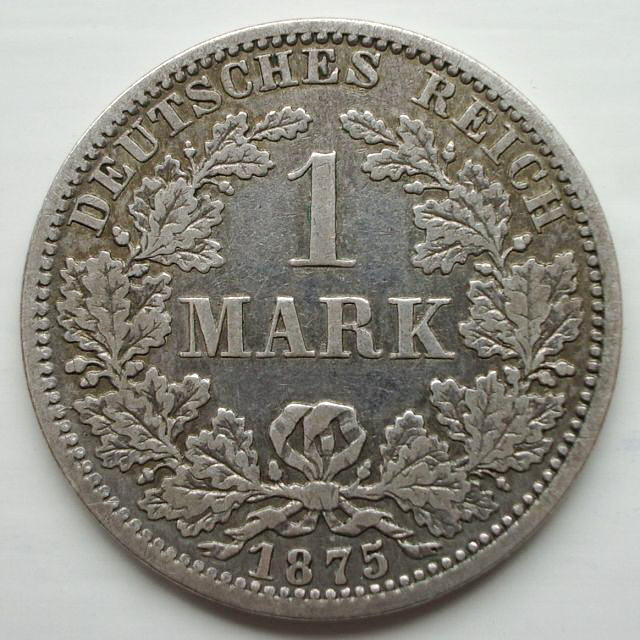
Moneta 1-markowa z 1875 roku

Reforma monetarna w Niemczech w 1871 roku – reforma systemu pieniężnego przeprowadzona w zjednoczonych Niemczech po utworzeniu Cesarstwa Niemieckiego w 1871 roku.

## Historia
Przed utworzeniem cesarstwa istniało na jego przyszłym terenie siedem systemów monetarnych, ponadto w obiegu były również waluty obce. Pod koniec 1871 roku parlament niemiecki uchwalił ustawę, która wprowadzała do obiegu monety o nominałach 10 i 20 marek oraz system dziesiętny dla marki (1 marka = 100 fenigów = 1/3 talara związkowego/unijnego Vereinsthaler), a w lipcu 1873 roku wprowadzono nakaz wycofania z użytku dotychczas stosowanych walut. Ustalone zostały także nominały wprowadzanych do obiegu marek i fenigów oraz surowiec, z którego mają być produkowane. Monety 20 i 50 fenigów oraz 1, 2, 3 i 5 marki miały być bite w srebrze, 5 i 10 fenigów w stopie miedziowo-niklowym, a 1 i 2 fenigi miały być miedziane.
Ustawą z września 1875 waluta markowa (popularnie zwana Goldmark) została jedynym obowiązującym środkiem płatniczym od roku 1876, chociaż w obiegu pozostały talary związkowe (wprowadzone w 1857, wycofane w 1908 r.).